# Guntamundo

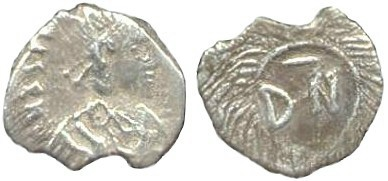
Guntamundo: moneda de 50 nummi de plata, acuñada en Cartago.

Guntamundo (hacia 450-496) fue rey de los vándalos y los alanos (484-496), tercer soberano del reino norteafricano de los vándalos. Era hijo de Gento, el cuarto y más joven de los hijos de Genserico y, como varón de más edad de la casa real, ya que sus hermanos habían sido asesinados por Hunerico, y de acuerdo con las leyes promulgadas por su abuelo, accedió al trono a la muerte de su tío Hunerico.

## Historia
Guntamundo se benefició durante todo su reinado del hecho de que sus más poderosos rivales, visigodos, ostrogodos y el Imperio bizantino, estuvieran enzarzados en guerras que les impidieron actuar contra un reino vándalo que había declinado grandemente tras su apogeo en la época de Genserico. Hubo de hacer frente, en cambio, a las incursiones bereberes que incrementaron cada vez más la presión sobre su reino.
Aunque, como sus predecesores, profesaba la fe arriana, cesó en la persecución a los católicos, lo que ayudó a estabilizar la economía del reino que, bajo el reinado de Hunerico, había llegado al borde del colapso.
Muerto en 496 en el transcurso de una cacería de ciervos, le sucedió su hermano Trasamundo, quien resultó mucho menos eficaz en su tarea como gobernante.